# NGTS-1
NGTS-1, TOI-551 — одиночная звезда в созвездии Голубя на расстоянии около 704 световых лет (около 216 парсек) от Солнца. Видимая звёздная величина звезды — +15,67m.
Вокруг звезды обращается, как минимум, одна планета.

## Характеристики
NGTS-1 — красный карлик спектрального класса M0V, или M0,5V. Масса — около 0,56 солнечной, радиус — около 0,572 солнечного, светимость — около 0,064 солнечной. Эффективная температура — около 4003 K.

## Планетная система
В 2017 году командой астрономов, работающих в рамках проекта NGTS, было объявлено об открытии планеты NGTS-1 b.